# Gonyleptoides marumbiensis
Gonyleptoides marumbiensis is een hooiwagen uit de familie Gonyleptidae.